# 拉杰加马尔
拉杰加马尔（Rajgamar），是印度恰蒂斯加尔邦Korba县的一个城镇。总人口12595（2001年）。

## 人口
该地2001年总人口12595人，其中男性6485人，女性6110人；0—6岁人口2031人，其中男1013人，女1018人；识字率64.36%，其中男性为75.40%，女性为52.64%。